# Liam Aiken
Liam Padraic Aiken (New York, 7 gennaio 1990) è un attore statunitense.
Ha recitato in numerosi film, tra cui Nemiche amiche, con Susan Sarandon e Julia Roberts e in Lemony Snicket - Una serie di sfortunati eventi.

## Biografia
Liam Aiken nasce a New York nel 1990, figlio unico di Moya e Bill Aiken; sua madre è irlandese e suo padre statunitense; suo padre morì di cancro quando Liam aveva 2 anni.

### Carriera
Liam ha fatto il suo debutto professionale come attore in spot commerciali. All'età di 7 anni ha avuto il suo primo ruolo cinematografico nel film La follia di Henry. Successivamente ha recitato in Sognando l'Africa, parzialmente girato in Veneto.
Il primo ruolo importante di Liam è stato nel film Nemiche amiche. È apparso poi nel film Era mio padre, nel 2002. Ha recitato anche nel film per famiglie Cani dell'altro mondo, interpretando il personaggio principale, Owen Baker, nel 2003.
Successivamente Liam ha interpretato Klaus Baudelaire nel film Lemony Snicket - Una serie di sfortunati eventi nel 2004 con Jim Carrey.
Il film è basato sul ciclo di narrativa dallo stesso titolo.
I ruoli cinematografici interpretati da Liam gli hanno guadagnato il favore della critica così come diverse nomination, finalizzate al riconoscimento del suo talento da attore.
Nel 2000 è stato ad un passo dall'interpretare la parte di Harry Potter nel primo film della fortunatissima saga, ma la produzione dovette revocare l'offerta in quanto non inglese.

## Vita privata
Appassionato di musica punk, suona la chitarra elettrica e acustica. Aspira a suonare la chitarra come il chitarrista Tom Morello del gruppo Rage Against the Machine.

## Filmografia

### Attore

#### Cinema
- La follia di Henry (Henry Fool) (1997)
- Montana (1998)
- L'oggetto del mio desiderio (The Object of My Affection) (1998)
- Nemiche amiche (Stepmom) (1998)
- Sognando l'Africa (I Dreamed of Africa) (2000)
- The Rising Place (2001)
- Sweet November - Dolce novembre (Sweet November) (2001)
- Era mio padre (Road to Perdition) (2002)
- Cani dell'altro mondo (Good Boy!) (2003)
- Lemony Snicket - Una serie di sfortunati eventi (Lemony Snicket's A Series of Unfortunate Events) (2004)
- Fay Grim, regia di Hal Hartley (2006)
- The Killer Inside Me (2010)
- Electrick Children (2012)
- Nor'easter (2012)
- Girls Against Boys (2012)
- Munchausen (2013) - Cortometraggio
- How to Be a Man (2013)
- Ned Rifle (2014)
- The Frontier (2015)
- Weepah Way for Now (2015)
- Let Me Down Easy (2015) - Cortometraggio
- Tales of Estrangement (2016) Cortometraggio
- Like Lambs (2016)
- The Honor Farm (2017)
- The Bloodhound (2020)
- Bashira (2021)

#### Televisione
- Law & Order - I due volti della giustizia (Law & Order) - serie TV, episodi 8x19, 17x20, 24x07 (1998, 2007, 2024)
- Law & Order: Criminal Intent - serie TV, episodi 2x02, 8x10 (2002, 2009)
- A Gifted Man - serie TV, episodi 1x01, 1x08 (2011)
- Mad Men - serie TV, episodio 6x12 (2013)
- I'm Dying Up Here - Chi è di scena? - serie TV, episodio 2x02 (2018)

### Doppiatore
- Lemony Snicket - Una serie di sfortunati eventi (Lemony Snicket's A Series of Unfortunate Events) - videogioco (2004)
- Emoji - Accendi le emozioni (The Emoji Movie) - film animato, voce di Ronnie Ram Tech (2017)

## Doppiatori italiani
Nelle versioni in italiano delle opere in cui ha recitato, Liam Aiken è stato doppiato da:
- Gabriele Patriarca in Era mio padre, Cani dell'altro mondo, Lemony Snicket - Una serie di sfortunati eventi, A Gifted Man
- Alessio Puccio in L'oggetto del mio desiderio
- Veronica Puccio in Sognando l'Africa
- Fabrizio De Flaviis in Nemiche amiche
- Patrizia Mottola in Law & Order: Criminal Intent (ep. 2x02)
- Davide Albano in Law & Order: Criminal Intent (ep. 8x10)

Da doppiatore è sostituito da:
- Massimo Di Benedetto in Lemony Snicket's A Series Of Unfortunate Events